# Silvio Bedini
Silvio Anthony Bedini (Ridgefield, 17 gennaio 1917 – Washington, 14 novembre 2007) è stato uno storico statunitense, specializzato nello studio dei primi strumenti scientifici, nonché professore emerito dello Smithsonian Institution dove ha insegnato per venticinque anni.
È andato in pensione nel 1987 e da allora ha continuato la sua attività pubblicando articoli, ricerche e libri.

## Biografia
Bedini nacque a Ridgefield (Connecticut) nel 1917 da genitori emigrati dall'Italia quattro anni prima la sua nascita. La famiglia di Bedini era originaria di Ostra.
Nel 1939, prima di finire il college, si arruolò volontario nell'esercito statunitense. La sua passione giovanile per gli enigmi lo proiettò, allo scoppio della seconda guerra mondiale, nell'unità segreta 1142 numero della casella postale della sede dell'agenzia segreta MIS-X, incaricata di trasmettere e decifrare messaggi cifrati con i prigionieri di guerra americani detenuti in Germania ed interrogare i soldati nemici prigionieri. All'interno dell'unità, Bedini fece una rapida carriera, divenendo nel 1943 capo dei criptoanalisti per poi diventare uno degli ufficiali di collegamento tra il MIS-X ed il Pentagono.
Nel 1958 accettò di scrivere la storia della sua città nel duecentocinquantesimo anniversario della sua fondazione, e nacque il suo famoso libro Ridgefield in Review.
Nel 1961 divenne curatore a Washington dello Smithsonian Institution nel Museo della storia e tecnologia (oggi diventato Museo Nazionale della Storia Americana).
Per le sue ricerche e pubblicazioni nel 1962 Bedini ha ricevuto il prestigioso premio Abbott Payson Award della Società di Storia e tecnologia e nel 1997 a Darmstadt in Germania è stato premiato con il Paul-Bunge-Preis "per i libri di grande qualità storica".
Nel 2000, a Monaco gli è stata consegnata la medaglia d'oro di Leonardo da Vinci "il più grande riconoscimento della Società storica".
È stato membro dell'American Philosophical Society, dell'American Antiquarian Society, della Society of American Historians, della Washington Academy of Sciences, della Scientific Instrument Society di Londra, dell'Astrolabe Society di Parigi, della Surveyors Historical Society, e più recentemente dell'Association of Land Surveyors, che lo ha creato socio onorario nel dicembre 2003.
Bedini ha scritto trentatré libri.

## Libri e studi
- The Trail of Time: Time Measurement with Incense in East Asia by Silvio A. Bedini Cambridge University Press (1994) ISBN 0-521-37482-0
- The Jefferson Stone: Demarcation of the First Meridian of the United States by Silvio A. Bedini, Frederick, MD: Professional Surveyors, 1999. King's letter is transcribed in an appendix.
Book Review by Craig B. Waff (pdf, 327KB) (includes a lot of info from the book)
http://www.profsurv.com/newpsm/archive.isp?issue=38&article=541[collegamento interrotto]
- The Pope's Elephant by Silvio A. Bedini Nashville, Sanders 1998
- The Christopher Columbus Encyclopedia by Silvio A. Bedini (Oct 1991)
- Declaration of Independence Desk, Relic of Revolution by Silvio A. Bedini (Jan 1982)
- Jefferson and Science by Silvio A. Bedini and Donald Fleming (Oct 28, 2002)
- Early American Scientific Instruments and Their Makers by Silvio A. Bedini (Nov 1986)
- With Compass and Chain: Early American Surveyors and Their Instruments by Silvio A. Bedini (Jan 2001)
- Thinkers and tinkers: Early American men of science by Silvio A Bedini (1975)
- Clockwork cosmos: Bernardo Facini and the Farnese planisferologio (Studi e testi) by Silvio A Bedini (1985)
- The Spotted Stones by Silvio A. Bedini (Library Binding - Oct 1978)
- Thomas Jefferson and American vertebrate paleontology (Virginia Division of Mineral Resources publication) by Silvio A Bedini (1985)
- Patrons, Artisans and Instruments of Science, 1600-1750 (Collected Studies, Cs635.) by Silvio A. Bedini (May 1999)
- The scent of time: A study of the use of fire and incense for time measurement in Oriental countries (Transactions of the American Philosophical Society, new ser) by Silvio A Bedini (1963)
- The pulse of time: Galileo Galilei, the determination of longitude, and the pendulum clock by Silvio A. Bedini (Dec 1991)
- The Life of Benjamin Banneker: The Definitive Biography of the First Black Man of Science by Silvio A. Bedini (1972)
- The Borghesi Astronomical Clock by Silvio A. Bedini (1964)
- Thomas Jefferson: Statesman of Science by Silvio A. Bedini (Feb 1990)
- Thinkers and Tinkers: Early Men of Science by Silvio A. Bedini (Jun 1, 1983)
- Science and Instruments in Seventeenth-Century Italy (Collected Studies Series, Cs448) by Silvio A. Bedini (Jun 1994)
- Thomas Jefferson and His Copying Machines (Monticello monograph series) by Silvio Bedini (Sep 1984)
- The Mace and the Gavel: Symbols of Government in America (Transactions of the American Philosophical Society) by Silvio A. Bedini (Oct 1997)
- Popeªs Elephant: An Elephantªs Journey from Deep in India to the Heart of Rome by Silvio A. Bedini (Jul 1997)
- Ridgefield in Review. by Silvio A. Bedini (1958)
- Christopher Columbus and the Age of Exploration: An Encyclopedia by Silvio A. Bedini and David Buisseret (Sep 1998)
- The Life of Benjamin Banneker: The First African-American Man of Science by Silvio A. Bedini (Jan 1, 1972)
- Maryland Historical Magazine - Summer 1998 (Vol. 93 No. 2) by Michael P. McCarthy, Merle T. Cole, Karen Robbins, and Silvio A. Bedini (1998)
- Early Americans Scientific Instruments and Their Makers by Silvio A. Bedini (1964)
- Mechanical Universe. The Astrarium of Giovanni de Dondi from Transactions of the American Philosophical Society, New Series, Volume 56, Part 5, 1966 by Silvio A. And Francis R. Maddison Bedini (1966)
- MOON MAN'S GREATEST ADVENTURE by Wernher von; Bedini, Silvio A.; Whipple, Fred L.; and Thomas, Davis Braun (1973)
- Seventeenth century magnetic timepieces: [By] Silvio A. Bedini by Silvio A Bedini (1969)
- Johann Philipp Treffler,: Clockmaker of Augsburg by Silvio A Bedini
- William Churton (fl. 1749-1767): North Carolina Cartographer (Professional surveyor) (Professional surveyor) by Silvio A Bedini (Jan 1, 2001)
- Early American Scientific Instruments and Their Makers by Silvio A. Bedini (1964)
- Mechanical universe: The astrarium of Giovanni de' Dondi (Transactions of the American Philosophical Society) by Silvio A Bedini (1966)
- Th. Jefferson and science: Exhibition catalogue by Silvio A Bedini (Jan 1, 1981)
- Benjamin Banneker and the survey of the District of Columbia, 1791 by Silvio A Bedini (Jan 1, 1971)
- Early Americans Scientific Instruments and Their Makers by Silvio A. Bedini (Nov 1986)
- The makers of Galileo's scientific instruments by Silvio A Bedini (1964)
- Introduction—the Vatican's astronomical paintings and the Institute of the Sciences of Bologna by Silvio A Bedini (Jan 1, 1980)
- Sundials and dialling: A bibliography of Italian and other references by Silvio A Bedini (Jan 1, 1966)
- The tube of long vision: (the physical characteristics of the early 17th Century telescope) by Silvio A Bedini (1971)
- Thinkers and Tinkers: Early American Men of Science. by Silvio A. Bedini (1980)
- At the Sign of the Compass and Quadrant: The Life and Times of Anthony Lamb (Transactions of the American Philosophical Society) by Silvio A. Bedini (April 1984)
- Marshall's meridian instrument by Silvio A Bedini (1987)
- The scientific instruments of the Lewis and Clark expedition (Great plains quarterly) by Silvio A Bedini (1984)
- Galileo Galilei and time measurement: A re-examination of pertinent documents by Silvio A Bedini (Jan 1, 1963)
- XIVth and XVth century public clocks of the papal marches by Silvio A Bedini (Jan 1, 1962)